# Schottische Badmintonmeisterschaft 1964
Die Schottische Badmintonmeisterschaft 1964 fand in Edinburgh statt. Es war die 43. Austragung der nationalen Meisterschaften von Schottland im Badminton.

## Titelträger
| Disziplin    | Sieger                             |
| ------------ | ---------------------------------- |
| Herreneinzel | Robert McCoig                      |
| Dameneinzel  | Muriel Ferguson                    |
| Herrendoppel | Robert McCoig Frank Shannon        |
| Damendoppel  | Elizabeth Anderson Muriel Ferguson |
| Mixed        | Robert McCoig Wilma Reid           |